# Fresnes (Valle della Marna)
Fresnes /fʁɛn/ è un comune francese di 25 577 abitanti situato nel dipartimento della Valle della Marna nella regione dell'Île-de-France.

## Monumenti e luoghi d'interesse

### Il penitenziario
Fresnes è famosa, soprattutto, per ospitare l'omonimo carcere, uno dei più grandi di Francia. Costruito alla fine del XIX secolo su progetto dell'architetto Henri Poussin per attuare le nuove disposizioni legislative che, in Francia, prevedevano la sistemazione dei reclusi in celle, poteva ospitare 1.444 reclusi.
Il carcere di Fresnes, per la sua fama di prigione sicura, venne utilizzato durante l'occupazione della Francia da parte della Germania nazista per imprigionare e torturare gli esponenti della Resistenza e gli uomini del servizio segreto inglesi, catturati dalle forze tedesche. Molti dei partigiani francesi che furono rinchiusi in questo carcere vennero successivamente trasferiti nei campi di concentramento nazisti della Germania e dell'est europeo, come testimoniato da diversi di loro nei saggi documentari raccolti dal giornalista e storico Christian Bernadac.
Vi furono recluse anche la futura cantante francese Juliette Greco e Louise Jacobson, la giovane studentessa ebrea morta ad Auschwitz, le cui lettere dal carcere sono state raccolte nel libro Dal liceo ad Auschwitz - Lettere di Louise Jacobson. Dopo la liberazione, divenne teatro dell'epurazione e vi furono incarcerati i collaborazionisti del "Governo di Vichy" e molte personalità ritenute colluse con i nazisti.
Nel 1978, viene scelto come unico luogo nel quale eseguire la pena capitale e, pertanto, dotato di ghigliottina. Detto strumento, tuttavia, non venne mai utilizzato, dato che sin dal 1977 in Francia non vengono più eseguite condanne capitali e che dal 1981 la pena di morte è stata abolita. Il 12 marzo 2003 l'inviolabilità del carcere è interrotta dall'evasione di Antonio Ferrara, considerato il più temibile rapinatore francese.

## Società

### Evoluzione demografica
Abitanti censiti